# Dennis Christopher
Dennis Christopher (Filadelfia, Pensilvania, 2 de diciembre de 1950) es un actor estadounidense. Conocido por interpretar a Dave Stoller en Breaking Away y Fade to Black. 

## Carrera artística
Interpretó otros papeles, tanto en el cine -Chariots of Fire-, como en televisión -Profiler, It, Jake Speed y Deadwood-.  Ha aparecido en casi cuarenta películas desde 1975. 
Participó en dos episodios de Star Trek, "The Search" y "Detained", y en tres episodios de Ángel como Cyvus Vail. 
En 1989, interpretó a Nathan Flowers en A Sinful Life. En 1985, interpretó al personaje Damon en la película The Falling. En 2006, interpretó al Dr. Martin Ruber en The Lost Room.